# 이시환 (배우)
이시환(1976년 8월 21일 ~ )은 대한민국의 배우 겸 모델이다. 2000년 패션 모델로 첫 데뷔하였다.

## 연기 활동

### 텔레비전 드라마
- 2006년 KBS2 수목드라마 《황진이》... 이생 역
- 2007년 MBC 단막극 《MBC 베스트극장 - 드리머즈》... 최지한 역
- 2007년 KBS2 단막극 《드라마시티 - 은어가 살던 곳》... 김상우 역
- 2007년 KBS2 아침드라마 《착한여자 백일홍》... 차승표 역

## 연기 외 활동

### 뮤직비디오
- 2003년 장나라 - 나도 여자랍니다
- 2004년 김현정 - B형남자
- 2005년 은휼 - 더딘 사랑
- 2006년 조관우 - 떠나지마
- 2007년 버블시스터즈 - 바보처럼

### CF
- SK텔레콤 스피드011 (2003년)
- 현대카드 현대카드 W (2005년)

## 경력
- 2005년 앙드레 김 패션쇼 모델